# Catocala amabilis
Catocala amabilis és una espècie de papallona nocturna de la subfamília Erebinae i la família Erebidae.
Es troba a Transcàspia.